# Корі Санті
Корі Донья Санті (англ. Corey Donya Santee; нар. 13 вересня 1983, Флінт (Мічиган), США) — американський баскетболіст.

## Шкільна кар'єра
Протягом трьох років залишався основним гравцем баскетбольної команди Південно-Західної Академії міста Флінт. Будучи старшокурсником у 2001 році, набирав у середньому по 20 очок та 7 асистів за гру, завдяки чому отримував почесні відзнаки як гравець командив Всіх зірок штату. Також став футболістом турніру «Містер Баскетбол» у Мічигані та визнаний розігруючим номер один 2001 року в штаті Мічиган за версією Prep Spotlight Magazine.

## Виступи за команди університетські команди
Після закінчення середньої школи запрошений тренером Біллі Таббсом для навчання в Техаському християнському університеті у Форт-Верті, штат Техас. Після завершення навчання на першому курсі ТХУ, Таббса замінив Ніл Догерті, який приїхав до університету у статусі Фіналіста чотирьох (колишня посада — асистент головного тренера баскетбольної команди Університету Канзасу).
Корі увійшов до команд MVP та символічної збірної Конференцій США як серед юнаків, так і серед дорослих. Протягом сезону на юніорському рівні Корі провів на паркеті 33,1 хвилини в 29-ти зіграних матчів (перше місце в команді за кількістю зіграних хвилин), в середньому набирав за гру 14,5 очки та виконував 4,4 передачі. На дорослому рівні 2005 року, щоги в середньому набирав 14 очок, здійснював 3 перехоплення та виконував 4 передачі. Рекордними в сезоні 2005 року для Корі стали 26 очок в поєдинку проти «Texas A&M-Corpus Christi». Допоміг «Рогатим жабам» вийти до чвертьфінального раунду NIT. Корі Сенті виходив у старті в 61-му матчі за ТХУ і закінчив свою університетську кар'єру як найкращий асистент університетського змагання, а також набрав 1832 очки, завдяки чому посів друге місце за результативністю в загальному списку набраних очок на університетському рівні.

## Професіональна кар'єра
Санті входив до різних баскетбольних команд для участі в драфтах НБА, але в драфті НБА у 2005 році він залишився без команди. Першим закордонний досвідом американця став латвійський з БК «Вентспілс», але пробув у команді лише декілька тижнів. Відразу після цього протягом року грав на професіональному рівні в Німеччині за «Нюрнберг», а потім повернувся грати за «Форт Ворт Флайерс», граючи в обох матчах в захисті. У НБДЛ 2006/07 набрав 12,2 очки, 1,5 передачі та 1,0 перехоплення за гру, а також потрапив у п'ятірку найкращих за ттрьома вище вказаними показниками.
Потім Санті виступав за «Іетерколледж Етна» у вищому дивізіоні Кіпру, де став одним із трьох найкращих бомбардирів Кіпру. Також очолював список гравців чемпіонату Кіпру за кількістю зіграних хвилин.
В Україні відомий своїми виступами за «Сумихімпрома» (Суми).